# خانه پازوکی
خانه پازوکی یک خانه مربوط به دوره قاجار است که در اصفهان، محله دردشت، خیابان ابن سینا، کوچه ارشاد، بن‌بست اول، سمت چپ واقع شده و این اثر در تاریخ ۳ خرداد ۱۳۸۶ با شمارهٔ ثبت ۱۹۱۵۷ به‌عنوان یکی از آثار ملی ایران به ثبت رسیده است.